# Renan Garcia
Renan Fernandes Garcia, meglio noto come Renan Garcia o solamente Renan (Batatais, 19 giugno 1986), è un calciatore brasiliano con passaporto italiano, centrocampista svincolato.

## Carriera

### Club

#### Gli inizi e l'esperienza in Spagna
Cresciuto nelle giovanili dell Atlético Mineiro, dopo una breve esperienza nelle giovanili del Santa Cruz, il 30 giugno 2007 esordisce nel Campeonato Brasileiro Série A nella sfida Internacional-Atlético 1-1. A fine stagione totalizza 8 presenze ed un assist.
Nel Campionato 2008 Renan diventa titolare della squadra brasiliana e riesce a giocare 16 partite prima che nel settembre 2008 venga ceduto in prestito agli spagnoli del Celta Vigo in Segunda División.
A fine stagione torna, dopo aver giocato 17 partite (+2 di Copa del Rey) e avendo messo a segno 2 gol, in Brasile: prima in prestito allo Sport Club do Recife, solo per un mese, e poi al Fortaleza Esporte Clube anche qui per pochissimo tempo.

#### In Portogallo e Romania
Nel gennaio 2010, svincolatosi dal Atlético Mineiro, si trasferisce in Portogallo per giocare la Primeira Liga nelle file del Vitória Guimarães, dove però colleziona solamente 5 presenze nella restante parte della stagione 2009-2010.
Nella stagione successiva viene ceduto in prestito al Beira-Mar dove diventa invece un titolare fisso; Renan gioca infatti 30 partite di Primeira Liga, realizzando 3 gol, 4 partite di Taça da Liga dove segna 1 gol ed una gara della Taça de Portugal.
La buona stagione attira le attenzioni dei rumeni del CFR Cluj che nell'estate 2011 rilevano l'intero cartellino del giocatore dal Vitória Guimarães. Con la squadra dei ferrovieri gioca tutte le prime 18 partite della Liga I 2011-2012, senza essere mai sostituito, segnando pure 3 gol e facendo 4 assist.

#### Sampdoria
Il 30 gennaio 2012 si trasferisce in prestito con diritto di riscatto in Italia per giocare nella Sampdoria; debutta in blucerchiato il 4 febbraio giocando da titolare la gara vinta in trasferta per 0-1 contro il Grosseto. Conclude la stagione con 14 presenze di Serie B e 4 dei play-off promozione.
Il 3 luglio 2012 la Samp, neo-promossa in Serie A, acquista l'intero cartellino del giocatore per la cifra di 3,2 milioni di euro. Il 21 ottobre 2012 esordisce in Serie A nella partita Parma-Samp 2-1, giocando la gara dal primo minuto ma venendo sostituito nell'intervallo da Roberto Soriano. Il 31 ottobre è protagonista di un episodio insolito: subentra ad Andrea Poli al 59' della sfida Inter-Samp 3-2, ma venendo poi sostituito solo 19 minuti dopo a causa di una scelta tecnica da parte del mister Ciro Ferrara. Termina la sua seconda stagione nelle file dei blucerchiati con all'attivo solo 5 presenze in Campionato.
La sua terza stagione in blucerchiato lo vede inizialmente quasi del tutto inutilizzato ma poi, con l'arrivo nel novembre 2013 del mister Mihajlović, riesce a ottenere più spazio e diventa una valida alternativa al centrocampo titolare subentrando spesso a partita in corso: il 1º dicembre 2013, all'89º minuto della partita Inter-Sampdoria (terminata col risultato di 1-1), realizza il gol del pareggio finale, siglando così anche la sua prima rete in Serie A. Il 5 dicembre segna il 4-1 al Verona con un potente tiro dalla distanza nella gara degli ottavi di finale di Coppa Italia giocata a Genova. La seconda rete in Serie A avviene il 23 marzo 2014 sempre contro il Verona nella gara Samp-Verona 5-0.

#### Al-Nasr
Il 6 agosto 2014 viene ceduto a titolo definitivo all'Al-Nasr. Debutta con il club emiratino il 15 settembre seguente, in una gara pareggiata per 1-1 in casa del Baniyas. La sua esperienza negli Emirati Arabi è abbastanza discreta, totalizzando 25 presenze in una singola stagione.

#### Emirates, ritorno in Brasile e approdo in Canada
Il 20 settembre 2015 decide di accasarsi all'Emirates Club. Ha fatto il suo debutto ufficiale con la nuova maglia la settimana dopo, nella gara casalinga pareggiata per 1-1 contro il Dibba Al-Fujairah. Il 29 ottobre mette a referto la sua prima doppietta con la nuova maglia, in una gara interna vinta per 4-2 sull'Al-Wasl. Terminerà la sua esperienza totalizzando 23 presenze mettendo a referto due reti.
Il 13 febbraio 2019, dopo essere rimasto svincolato per circa tre anni, torna alle origini firmando per il Batatais Futebol Clube, squadra principale della sua città natale. Totalizzerà appena due presenze in appena quattro mesi prima di rescindere il contratto con la società.
Il 24 febbraio 2021 si accasa a parametro zero al Comercial Futebol Clube. Debutta in una gara pareggiata per 2-2 in casa della Votuporanguense il 28 aprile 2021. Questa rimarrà la sua unica presenza ufficiale per il club in circa quattro mesi e infine deciderà di non rinnovare il contratto con la società e di svincolarsi ad inizio luglio.
Il 13 luglio 2023 approda in Canada firmando per il Vancouver FC, squadra neonata della Canadian Premier League. Debutta con la nuova maglia 3 giorni dopo la firma, in una gara persa per 3-1 in casa dell'Atlético Ottawa. Mette a segno la sua prima rete con il club canadese il 16 settembre, al 93' minuto della gara persa per 2-1 in casa del Cavalry.

## Statistiche

### Presenze e reti nei club
Statistiche aggiornate al 25 settembre 2018.
| Stagione                | Squadra                 | Campionato              | Campionato | Campionato | Coppe nazionali | Coppe nazionali | Coppe nazionali | Coppe continentali | Coppe continentali | Coppe continentali | Altre coppe | Altre coppe | Altre coppe | Totale | Totale |
| Stagione                | Squadra                 | Comp                    | Pres       | Reti       | Comp            | Pres            | Reti            | Comp               | Pres               | Reti               | Comp        | Pres        | Reti        | Pres   | Reti   |
| ----------------------- | ----------------------- | ----------------------- | ---------- | ---------- | --------------- | --------------- | --------------- | ------------------ | ------------------ | ------------------ | ----------- | ----------- | ----------- | ------ | ------ |
| 2007                    | Atlético Mineiro        | A                       | 8          | 0          | -               | -               | -               | -                  | -                  | -                  | -           | -           | -           | 8      | 0      |
| ago. 2008               | Atlético Mineiro        | A                       | 16         | 0          | -               | -               | -               | -                  | -                  | -                  | -           | -           | -           | 16     | 0      |
| 2008-2009               | Celta Vigo              | SD                      | 17         | 2          | CR              | 2               | 0               | -                  | -                  | -                  | -           | -           | -           | 19     | 2      |
| 2009                    | Atlético Mineiro        | A                       | 0          | 0          | -               | -               | -               | CS                 | 1                  | 0                  | -           | -           | -           | 1      | 0      |
| ago. 2009               | Sport Recife            | A                       | 2          | 0          | -               | -               | -               | -                  | -                  | -                  | -           | -           | -           | 2      | 0      |
| set. 2009               | Fortaleza               | B                       | 2          | 0          | -               | -               | -               | -                  | -                  | -                  | -           | -           | -           | 2      | 0      |
| ott. 2009-gen. 2010     | Atlético Mineiro        | A                       | 0          | 0          | -               | -               | -               | -                  | -                  | -                  | -           | -           | -           | 0      | 0      |
| Totale Atlético Mineiro | Totale Atlético Mineiro | Totale Atlético Mineiro | 24         | 0          |                 |                 |                 |                    |                    |                    |             |             |             | 24     | 0      |
| gen. 2010               | Vitória Guimarães       | PL                      | 5          | 0          | CP+CdL          | -               | -               | -                  | -                  | -                  | -           | -           | -           | 5      | 0      |
| 2010-2011               | Beira-Mar               | PL                      | 30         | 3          | CP+CdL          | 1+4             | 0+1             | -                  | -                  | -                  | -           | -           | -           | 35     | 4      |
| 2011-gen. 2012          | Cluj                    | Liga I                  | 18         | 3          | CR              | 0               | 0               | -                  | -                  | -                  | -           | -           | -           | 18     | 3      |
| gen.-giu. 2012          | Sampdoria               | B                       | 14+4       | 0          | CI              | -               | -               | -                  | -                  | -                  | -           | -           | -           | 18     | 0      |
| 2012-2013               | Sampdoria               | A                       | 5          | 0          | CI              | 0               | 0               | -                  | -                  | -                  | -           | -           | -           | 5      | 0      |
| 2013-2014               | Sampdoria               | A                       | 18         | 2          | CI              | 2               | 1               | -                  | -                  | -                  | -           | -           | -           | 20     | 3      |
| Totale Sampdoria        | Totale Sampdoria        | Totale Sampdoria        | 37+4       | 2          |                 | 2               | 1               |                    |                    |                    |             |             |             | 43     | 3      |
| 2014-2015               | Al-Nasr                 | PL                      | 25         | 0          | -               | -               | -               | -                  | -                  | -                  | -           | -           | -           | 25     | 0      |
| 2015-2016               | Emirates                | PL                      | 25         | 2          | -               | -               | -               | -                  | -                  | -                  | -           | -           | -           | 25     | 2      |
| Totale carriera         | Totale carriera         | Totale carriera         | 185+4      | 12         |                 | 9               | 2               |                    | 1                  | 0                  |             | -           | -           | 199    | 14     |